# Шпон

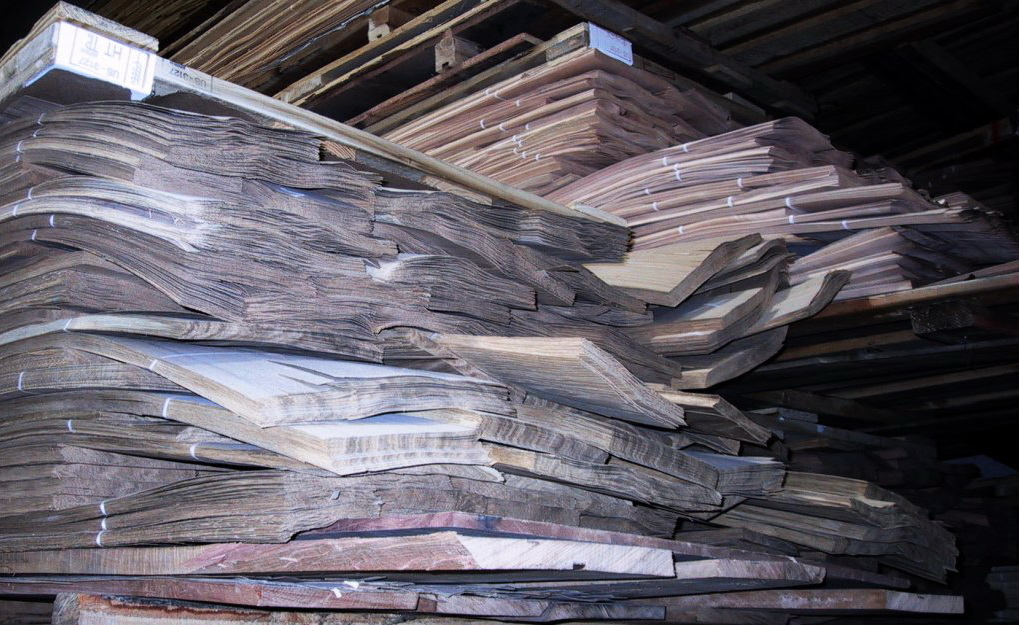
Листы шпона

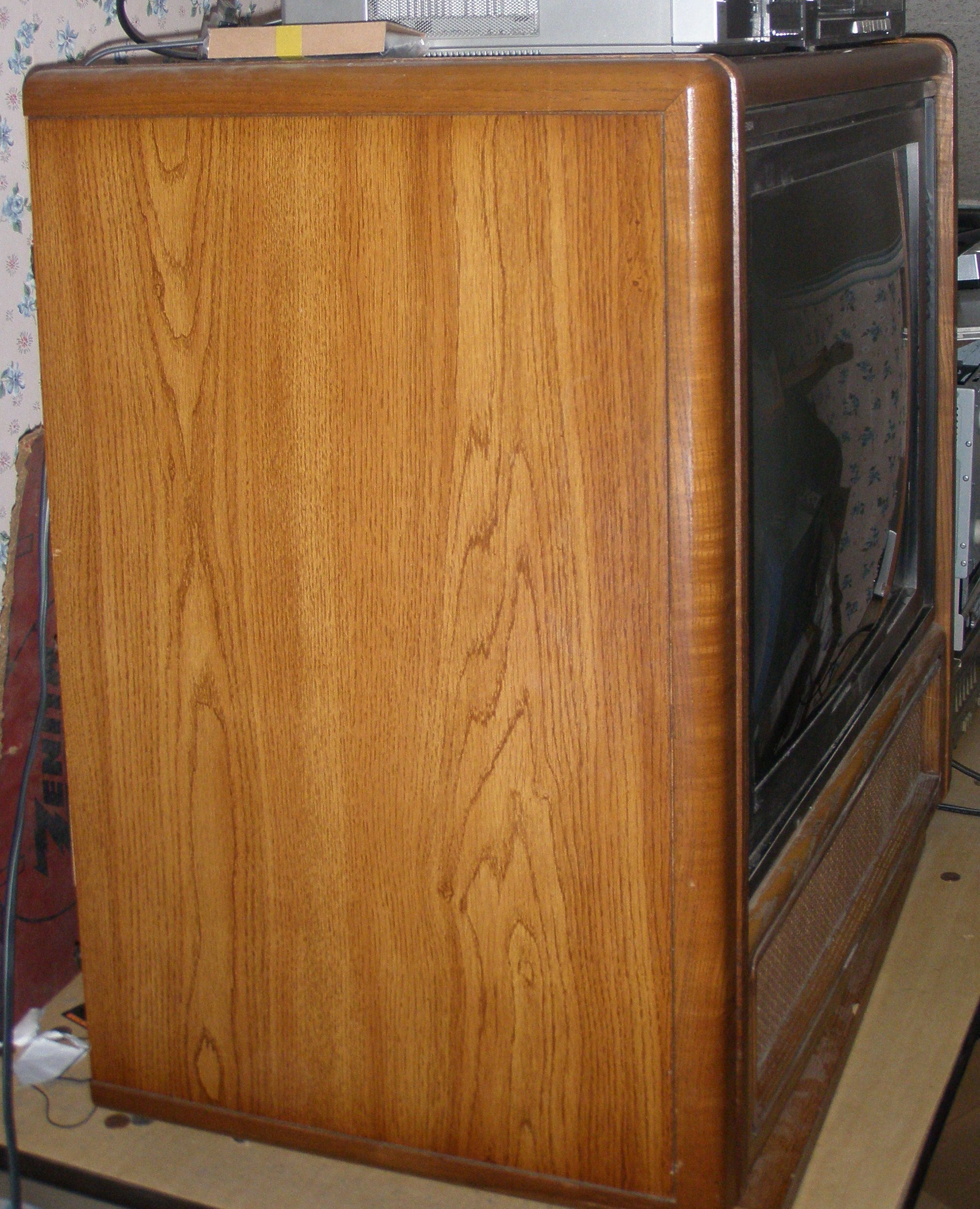
Шпонированный корпус телевизионного приёмника

Шпон (нем. Span — «щепа») — древесный материал, представляющий собой тонкие листы древесины толщиной от 0,1 до 10 мм

## Применение
Шпон применяется для изготовления фанеры, спичечной соломки (см. спичка), при изготовлении мебели, кадушек ударных инструментов, верхней деки акустических и электрогитар, корпусов радиоаппаратуры, например, радиол, при декоративных работах (инкрустации), а также для изготовления дельта-древесины и скейтбордов.
В XX веке шпон широко использовался для производства спичечных коробков.
Применяется при отделке деталей салона автомобиля.

## История
В 1819 году в Российской империи в городе Ревель был изобретен лущильный станок. С этого времени началось производство лущёного шпона в России. В конце XIX века фирма «Флек» (Германия) создала другой деревообрабатывающий станок, где также использовался принцип лущения, но в отличие от своего предшественника этот станок давал непрерывную и более ровную по толщине ленту. С той поры лущильные станки многократно модернизировались, но флековский принцип лущения остался неизменным.

## Виды шпона
По способу получения различают:
- лущёный шпон — шпон, получаемый лущением на специальных станках;
- строганый шпон — шпон, получаемый строганием брусков;
- пилёный шпон — шпон, получаемый пилением.

По внешнему виду различают:
- натуральный шпон — шпон, отличающийся естественными (натуральными) цветом и деревянной структурой поверхности. Производится путём срезания с массива дерева части поверхности в виде тонкого листа, лущения и строгания листа. Достоинства: экологическая чистота материала, уникальность фактуры и эстетичность материала. Шпон дешевле древесного массива и полотно с ним имеет меньшую массу;
- цветной шпон — шпон, прокрашенный в какой-либо цвет и проморенный. Спектр цветов практически не ограничен;
- файн-лайн — шпон, реконструированный из лущёного шпона мягких пород древесины путём формирования его в блоки, из которых затем получают шпон разнообразных размеров, цветов и текстуры. При современных технологиях производства развилась имитация ценных пород, имеющих тот же рисунок, структуру и внешний вид из материала более дешёвых быстрорастущих деревьев. При этом итоговая стоимость становится ниже.
- спичечный шпон — для производства спичек[5]
- аккумуляторный шпон — для производства аккумуляторов[5]

## Обработка
Для обработки кромки используются специальные пилы, не создающие разрушений края — фурнирные пилы.
Если фанерованное покрытие наклеивается на подложку из ДВП, то такой шпон прослужит дольше.